# Сантос
Сантос (порт. Santos) је град у Бразилу, у савезној држави Сао Пауло. Према процени из 2007. у граду је живело 418.288 становника.

## Становништво
Према процени из 2007. у граду је живело 418.288 становника.
| 1991.   | 2000.   |
| ------- | ------- |
| 428.923 | 417.983 |

## Партнерски градови
- Нагасаки
- Фуншал
- Веракруз
- Колон
- Ушуаја
- Кадиз
- Трст
- Коимбра
- Констанца